# Pys
Pys is een gemeente in het Franse departement Somme in de regio Hauts-de-France en telt 104 inwoners (2009). De plaats maakt deel uit van het arrondissement Péronne.

## Geschiedenis
Pys werden vrij vroeg in de Eerste Wereldoorlog bezet door de Duitsers. Maar bij de strategische terugtrekking van hun troepen tot de Hindenburglinie werden deze gemeenten op 24 en 25 februari 1917 door de geallieerden ingenomen. In het voorjaar van 1918 werd Pys echter opnieuw door de Duitse troepen tijdens hun lenteoffensief veroverd. Uiteindelijk namen eenheden van de 42nd (East Lancashire) Division de gemeente op 24 augustus 1918 definitief in.

## Geografie
De oppervlakte van Pys bedraagt 5,0 km², de bevolkingsdichtheid is dus 20,8 inwoners per km².
De onderstaande kaart toont de ligging van Pys met de belangrijkste infrastructuur en aangrenzende gemeenten.

## Demografie
Onderstaande figuur toont het verloop van het inwonertal (bron: INSEE-tellingen).

1. ↑  Populations de référence 2022.